# معبد آتنا نیکه

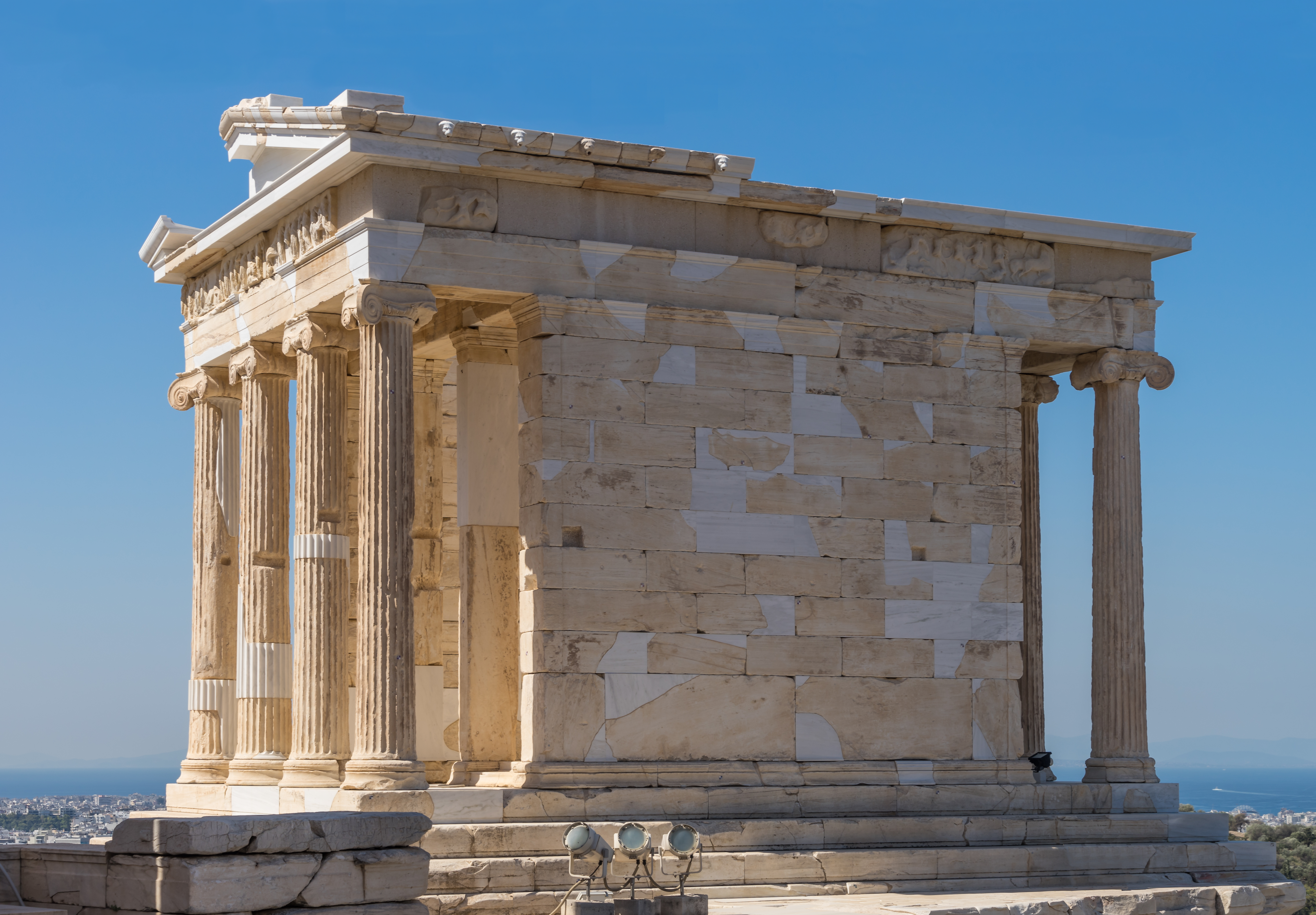
معبد آتنا نیکه

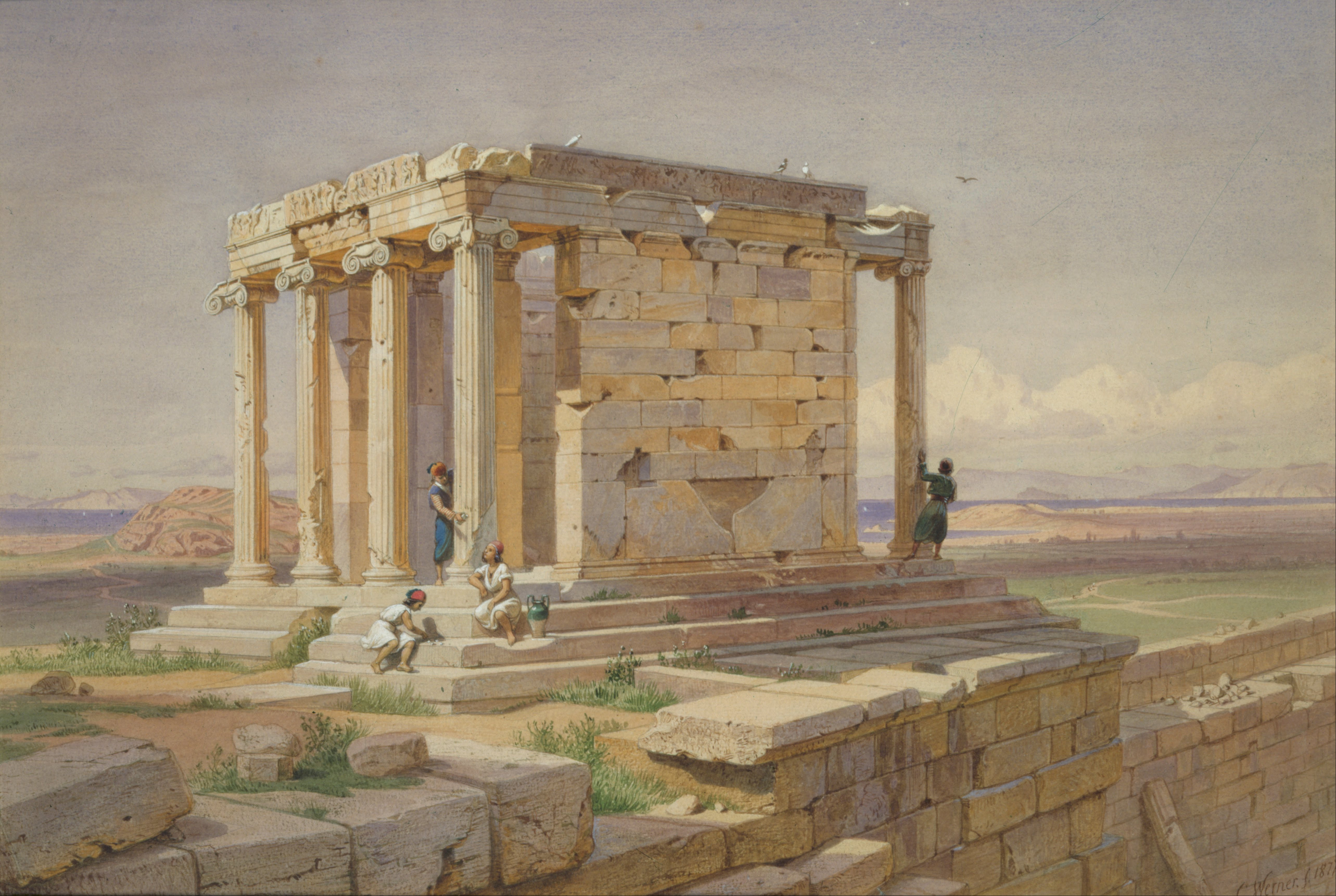
نقاشی معبد آتنا نیکه، اثر ورنر کارل-فریدریش، در سال ۱۸۷۷

معبد آتنا نیکه (به یونانی: Ναός Αθηνάς Νίκης, Naós Athinás Níkis) معبدی در آکروپولیس آتن است که به الهه‌های آتنا و نیکه تقدیم شده‌است. معبد که در حدود ۴۲۰ قبل از میلاد ساخته شده‌است، اولین معبد کاملاً یونی در آکروپولیس است. موقعیت برجسته ای بر روی یک تپهٔ شیب‌دار در گوشه جنوب‌غربی آکروپولیس در سمت راست ورودی پروپیلیا دارد.
نیکه الهه پیروزی در اساطیر یونان بود و آتنا به این شکل پرستش می‌شد که گویا نشان‌دهنده پیروزی در جنگ بود. شهروندان به امید نتیجه موفقیت‌آمیز در جنگ طولانی پلوپونز، که علیه اسپارت‌ها و متحدانشان می‌جنگیدند، این الهه‌ها را پرستش کردند.